# United States Naval Ship

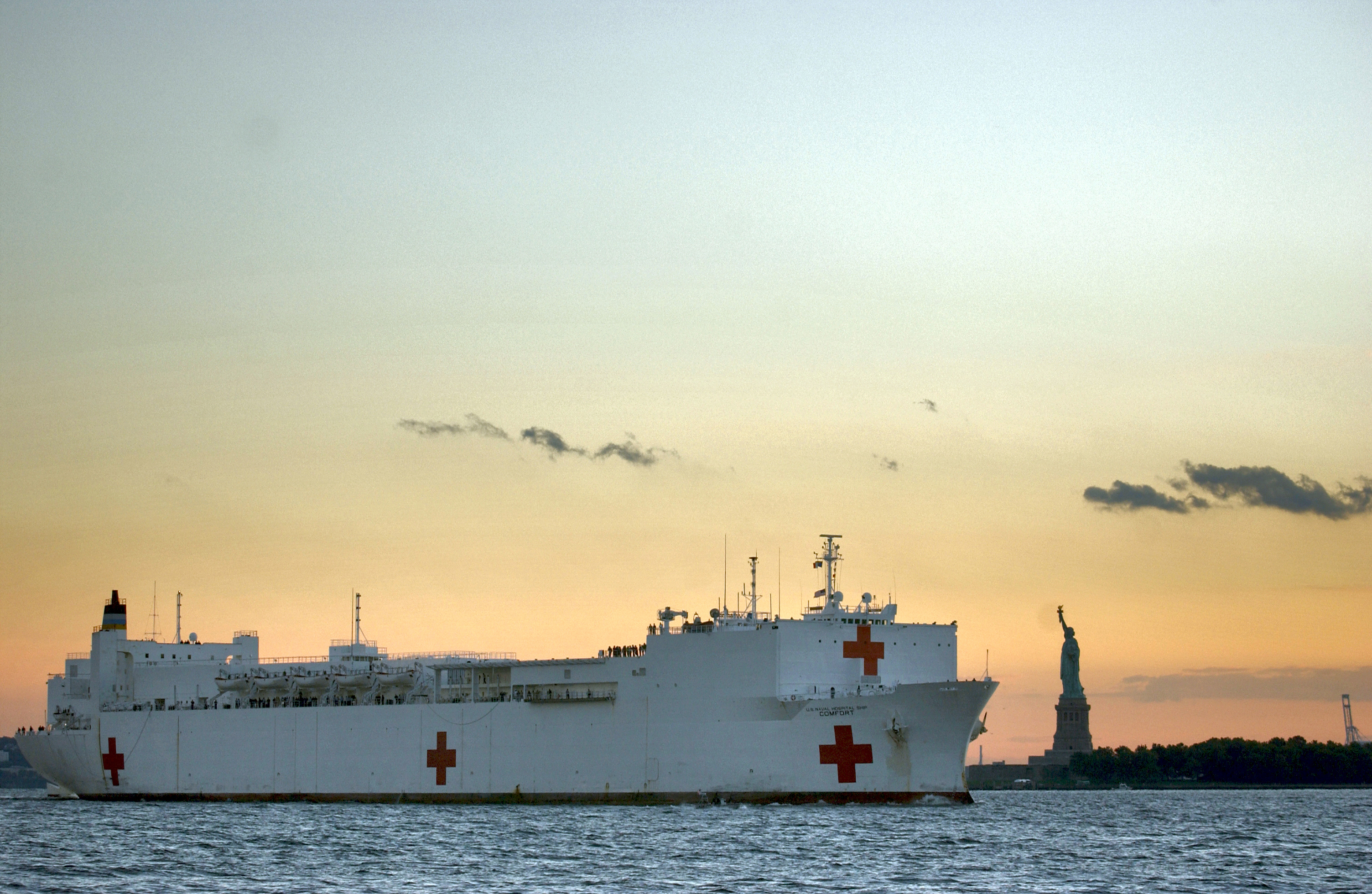
Die USNS Comfort als Beispiel für ein United States Naval Ship, aufgenommen am 15. September 2001.

United States Naval Ship, Kürzel USNS, ist das Schiffsnamenpräfix für US-amerikanische Marineschiffe, die sich nicht im unmittelbaren militärischen Dienst befinden und deren Eigentümerin die US-Marine ist.
United States Naval Ships sind unbewaffnete Hilfsschiffe, die der US-Marine gehören, sich nicht unmittelbar im militärischen Dienst befinden und im Auftrag des Military Sealift Commands mit einer zivilen Besatzung betrieben werden. Beispiele sind Hospital-, Vermessungs- und Versorgungsschiffe oder Öltanker. Einige Schiffe haben eine kleine Abteilung Militärpersonal für Kommunikationsaufgaben oder zur Wahrnehmung von Aufgaben für Spezialmissionen. Zeitweise kann eine kleine militärische Abteilung zu ihrem Schutz an Bord bestimmter Schiffe sein.
Im direkten militärischen Dienst stehende Kriegsschiffe der US-Marine tragen die Bezeichnung "United States Ship (USS)". Diese Schiffe sind bewaffnet und mit Personal der US-Marine besetzt. Sie befinden sich im Eigentum der Regierung der Vereinigten Staaten.
Bei United States Naval Ships beginnt das Rumpfklassifizierungssymbol zusätzlich mit T-, um ihre zivile Besatzung zu kennzeichnen. Das USNS-Präfix kann nur vergeben werden, wenn sich das Schiff im Besitz der US-Marine befindet. Wenn das Schiff nach seiner Außerdienststellung an die United States Maritime Administration übergeben wird, erhält es das Präfix eines Zivilschiffes, so beispielsweise geschehen bei der USNS Comet (T-AK-269), die zu Comet wurde.